# Toshiaki Endō

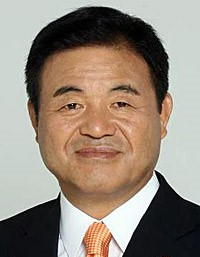
Toshiaki Endō, 2015

Toshiaki Endō (jap. 遠藤 利明 Endō Toshiaki; * 17. Januar 1950 im Kreis Süd-Murayama (heute: kreisfreie Stadt Kaminoyama), Präfektur Yamagata) ist ein japanischer Politiker (LDP, darin zuletzt Tanigaki-Gruppe), im Parlament Unterhausabgeordneter für den 1. Wahlkreis Yamagata, ehemaliger Olympiaminister und seit 2023 Präsident des japanischen Sportdachverbandes.
Endō, Absolvent der rechtswissenschaftlichen Fakultät der Zentraluniversität, wurde 1983 für die erste von zwei Wahlperioden ins Präfekturparlament von Yamagata gewählt. 1990 trat er für einen Wechsel in die nationale Politik bei der Unterhauswahl 1990 zurück, bei der er im damaligen Viermandatswahlkreis Yamagata 1 als Unabhängiger kandidierte, aber mit weniger als 8 % der Stimmen nur Fünfter hinter einem Sozialisten und vier Liberaldemokraten wurde. Im zweiten Anlauf bei der Wahl 1993 gelang ihm mit dem dritthöchsten Stimmenanteil (18,3 %) der Sprung ins Nationalparlament. Er trat wieder der LDP bei. Seit der Wahlrechtsreform kandidiert Endō im neuen Einmandatswahlkreis Yamagata 1, wo er aber zunächst zweimal dem reformkonservativen ehemaligen Landwirtschaftsminister Michihiko Kano (LDP→…→NFP→…→DPJ) unterlag. 1996 gewann er noch einen Sitz bei der Verhältniswahl im Block Tōhoku, 2000 verpasste er auch dort die Wiederwahl. Von 1998 bis 1999 war er für das Kabinett Obuchi parlamentarischer Staatssekretär im Bauministerium.
Bei der Unterhauswahl 2003 konnte Endō sich erstmals gegen Kano durchsetzen, 2005 mit absoluter Mehrheit. 2006 wurde er für das erste Kabinett Abe „Vizeminister“ im MEXT. Bei der LDP-Erdrutschniederlage in der Wahl 2009 unterlag Endō Kano um weniger als 2.000 Stimmen, erreichte aber mit dieser knappen Wahlkreisniederlage den dritten Platz auf der LDP-Liste und damit die Wiederwahl im Verhältniswahlblock Tōhoku. Durchgehend von 2012 bis 2024 gewann er Yamagata 1 souverän mit absoluten Mehrheiten. Von 2008 bis 2009 saß Endō dem Unterhausausschuss für Land-, Forst- und Fischereiwirtschaft vor. Im Juni 2015 berief ihn Shinzō Abe auf den nach dem Olympiasondermaßnahmengesetz (voller Name: Heisei 32-nen Tōkyō Orimpikku kyōgi taikai・Tōkyō Pararimpikku kyōgi taikai tokubetsu sochi hō) neu eingerichteten Ministerposten für die Olympischen und Paralympischen Spiele in Tokio 2020 in das dritte Kabinett Abe. Bei einer Kabinettsumbildung im August 2016 löste ihn Tamayo Marukawa ab. Er war danach einer der Vizepräsidenten des Organisationskomitees der Olympischen Spiele.
In der LDP führte er unter Fumio Kishida von 2021 bis 2022 den Wahlkampfausschuss, danach bis 2023 den Exekutivrat (sōmukai, wörtl. „Rat für allgemeine Angelegenheiten“).
2023 wurde Endō Präsident (kaichō) der „japanischen Sportgesellschaft“ (Nihon Sports Kyōkai, bis 2018 Nihon taiiku kyōkai; engl. Übersetzungen mehrfach wechselnd, zuletzt „Japan Sport Association“, JSPO), der erst seit 1989 organisatorisch vom nationalen Olympischen Komitee getrennten Dachorganisation des japanischen Sports.